# NK Dokanj
NK Dokanj je bosanskohercegovački nogometni klub iz mjesta Doknja kraj Tuzle. Trenutno se ne natječe u ligaškim natjecanjima. Nastupa na revijalnim utakmicama.

## Vanjske poveznice
- Facebook - NK Dokanj
- Facebook - NK Dokanj-dijaspora